# Portugals herrlandslag i rugby union
Portugals herrlandslag i rugby union representerar Portugal i rugby union på herrsidan.
Laget spelade sin första match den 13 april 1935 i Lissabon, och förlorade med 5-6 mot Spanien.

### Fotnoter
1. ↑  ”Rugby International”. http://www.rugbyinternational.net/countries/portugal.htm. Läst 26 augusti 2011.